# FC Osipovichi
El Futbolny Klubi (Football Club) Osipovichi es un Equipo/ Club de Fútbol de la Ciudad Bielorrusa de Osipovichi, provincia de Maguilov. Juega en la Segunda Liga de Bielorrusia, la Tercera División de Fútbol de Bielorrusia.